# Littlecote House
Littlecote House est une grande maison de campagne élisabéthaine et un domaine situé dans les paroisses civiles de Ramsbury et Chilton Foliat, dans le comté anglais du Wiltshire, à environ 2+1/2 milles (3 kilomètres) au nord-est de la ville de Hungerford dans le Berkshire. Le domaine comprend 34 hectares de parcs et jardins historiques, dont un jardin clos datant des XVIIe et XVIIIe siècles. Dans son parc se trouve la villa romaine Littlecote. Bâtiment classé Grade I Littlecote House est maintenant un hôtel et un centre de loisirs.

## Histoire

### Première maison
La première maison Littlecote est construite au XIIIe siècle et est la demeure de la famille de Calstone vers 1290. En 1415, Elizabeth de Calstone épouse William Darrell et la famille Darrell hérite du domaine.
La demi-nièce d'Elizabeth Darrell, également nommée Elizabeth Darrell, est une demoiselle d'honneur de la première reine d'Henri VIII, Catherine d'Aragon, et a une liaison très médiatisée avec le poète Thomas Wyatt.

### XVIesiècle

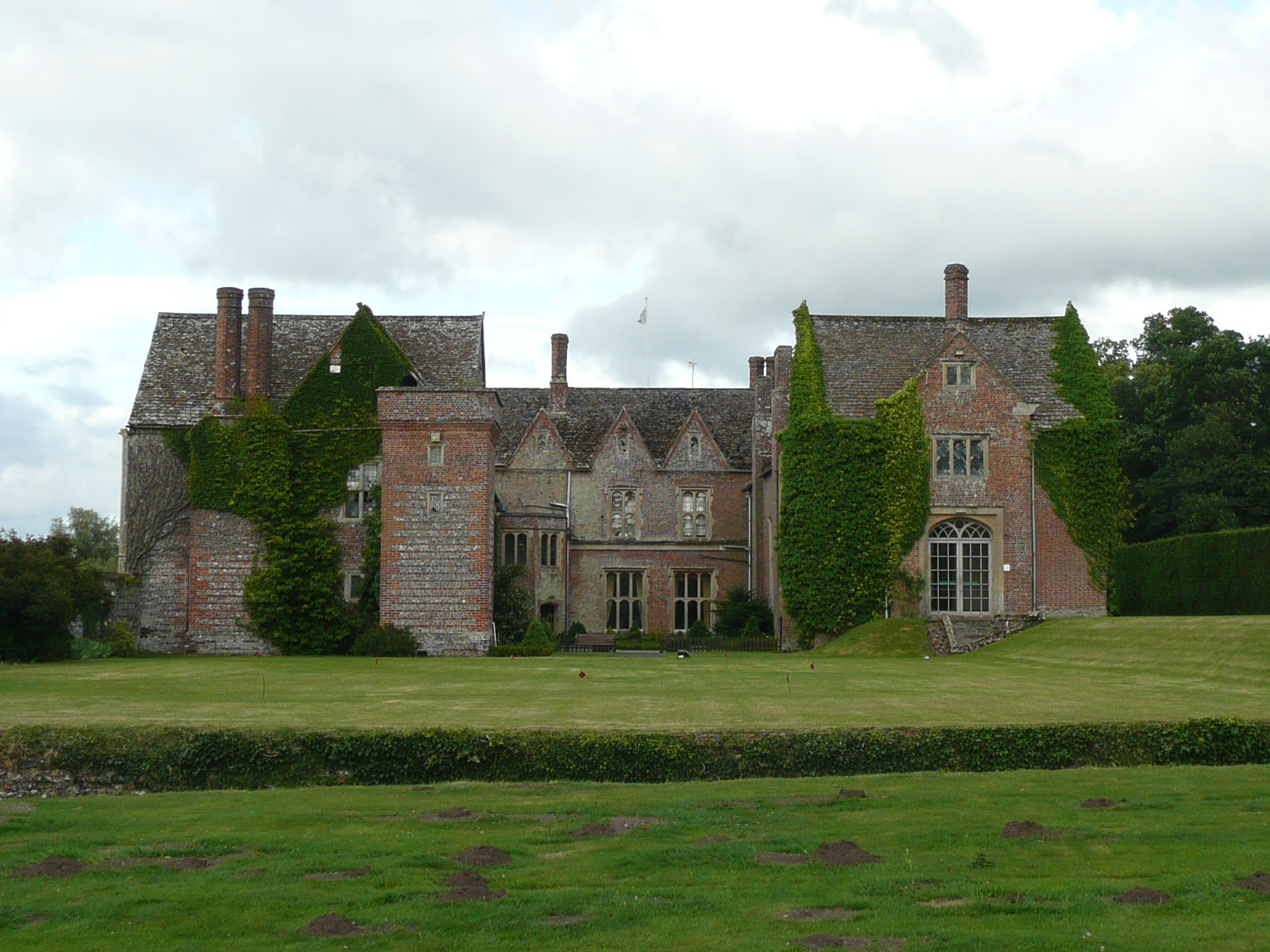
L'extrémité ouest de la maison principale

Au milieu des années 1530, le roi Henri VIII aurait courtisé sa troisième épouse Jeanne Seymour à Littlecote ; la raison semble être que la grand-mère de Jane est Elizabeth Darrell.
Le dernier des propriétaires de la famille Darrell est lié à plusieurs scandales et à l'histoire de fantômes des résidents de la maison. Le père de William Darrell a laissé la maison à sa maîtresse Mary Danyell, mais Darrell peut la récupérer à sa majorité en 1560. Il dépense sans compter, laisse ses dettes impayées et intente des poursuites contre la plupart de ses voisins, se faisant ainsi des ennemis. 
Darrell a une liaison avec Anne Hungerford, l'épouse de Walter Hungerford (Chevalier de Farley), son voisin ; lorsque Walter demande le divorce, elle est acquittée et Walter est envoyé en prison. Quelques années plus tard, Mère Barnes, une sage-femme de Great Shefford, se souvient avoir été amenée en 1575 au lit d'une dame, avec un monsieur à ses côtés qui lui ordonna de sauver la vie de la mère, mais qui (dès que l'enfant fut né) l'a jeté au feu. Barnes n'a nommé ni indiqué ni Darrell ni Littlecote, mais ses ennemis lui ont rapidement attribué ce meurtre.
Les problèmes financiers de Darrell s'aggravent et il hypothèque Littlecote, d'abord à Thomas Bromley, puis à Popham. Il s'installe à Londres et passe quelque temps dans une prison pour dettes, mais meurt subitement en 1589 lors d'une visite à Littlecote. La légende raconte qu'en chassant, le fantôme du nouveau-né assassiné lui est apparu, ce qui a fait hésiter son cheval et l'a projeté. On dit que Darrell hante le lieu de sa mort, connu sous le nom de Darrell's Stile (ou Style, ainsi que l'église de Ramsbury, à trois kilomètres de là), bien qu'un célèbre voyant, Tom Corbett, n'ait rien détecté de tel. Mais il rapporte à l'auteur Peter Underwood qu'il a vu « un fantôme dans le jardin, une belle femme qu'il reconnut plus tard grâce à un portrait de la maison comme étant Mme Leyborne Popham » et un autre fantôme dans la chambre chinoise qu'il appelle une « personne occupée ».
John Aubrey raconte que Littlecote est un pot-de-vin pour Popham en tant que juge dans une affaire pénale, ce qui est impossible : Darrell n'a pas été inculpé ni jugé, et Popham n'était pas encore juge. Néanmoins, cette histoire est empruntée par Walter Scott, dans Rokeby, et par Charles Dickens, dans A Tale of Two Cities.

### La maison actuelle
John Popham achète la réversion de Littlecote et y succède à la mort de Darrell en 1589 ; il construit ensuite l'actuel manoir élisabéthain en brique, qui est achevé en 1592.
Jacques Ier, Charles II et Guillaume d'Orange y séjournent, ce dernier lors de sa marche de Torbay à Londres lors de la « Glorieuse Révolution » de 1688 au cours de laquelle il remplace le roi catholique Jacques II.
Une pièce unique que l'on peut encore voir aujourd'hui est ce que l'on appelle le « salon hollandais ». Une plaque dans le couloir à l'extérieur indique que celui-ci a été décoré de peintures de marines hollandaises capturées vers 1666 lors d'une guerre entre l'Angleterre et les Néerlandais ; ces peintures recouvrent les murs et le plafond.
|      |
| murs |

|         |
| un coin |

|        |
| Detail |

La famille Popham est propriétaire du domaine jusqu'en 1805. Au milieu des années 1600, la famille joue un rôle dans l'histoire de l'Éducation des sourds, dans laquelle John Wallis et William Holder ont appris à l'arrière-petit-fils de John, Alexander Popham (né en 1648), à surmonter son handicap et à parler. John (1531-1600) est président de la Chambre des communes et cinq de ses descendants sont également députés : Francis (1573-1644 ; élu à neuf reprises), John (1603-c.1638), Alexander (1605-1669), Francis (1646-1674) et Alexander (c.1670-1705).
En 1805, le nom de famille devient Leyborne Popham, sous lequel une grande partie de la maison est rénovée en 1810. La famille Leyborne Popham est propriétaire du domaine jusqu'en 1929, date à laquelle il est acheté par Ernest Salter Wills, membre de la célèbre dynastie du tabac Wills fondée par Henry Overton Wills I sous le nom de WD & HO Wills Ltd, en 1787. Ernest est un actionnaire majeur et un administrateur de la société Imperial Tobacco, qui possède également le Ramsbury Manor situé à proximité.

### Deuxième Guerre mondiale

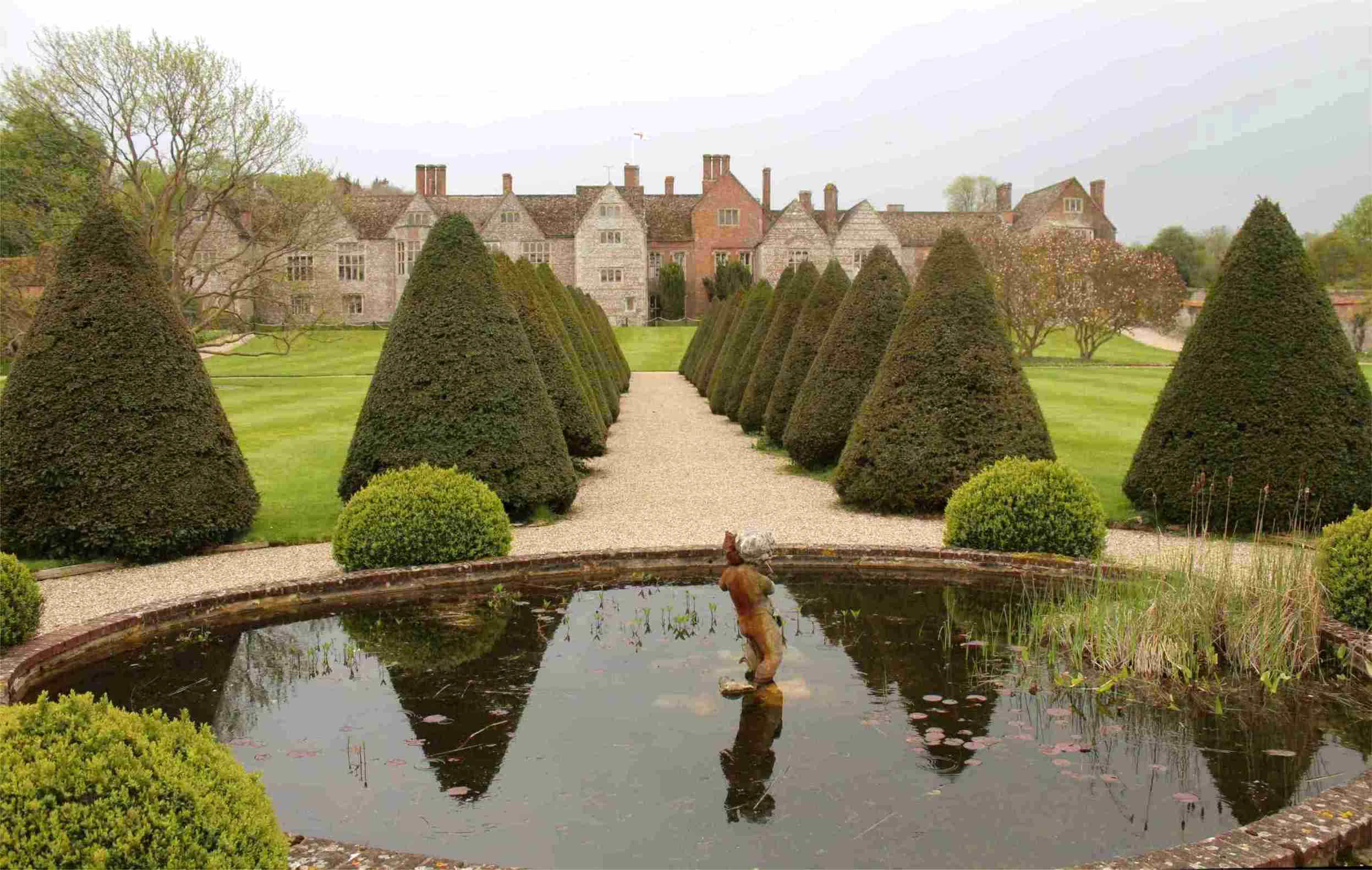
Etang et allée d'arbres, au nord de la maison principale

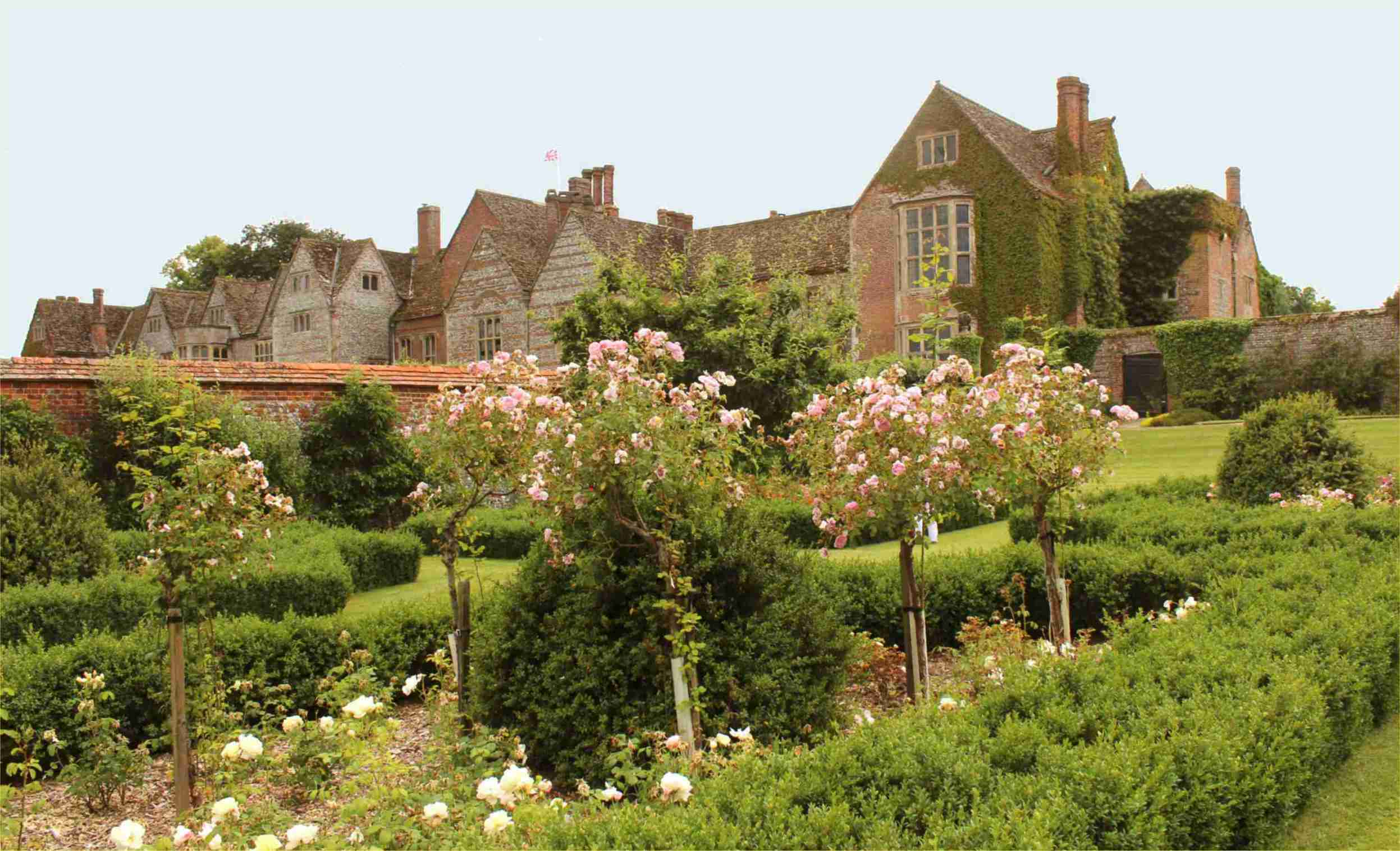
Roseraie au nord-ouest de la maison principale

Pendant la Seconde Guerre mondiale, la maison est réquisitionnée par le gouvernement pour être utilisée par les militaires. En 1942-43, la maison est le quartier général de la 34e brigade blindée de l'armée, 34e brigade blindée (Royaume-Uni), commandée par le brigadier Noel Tetley.
En septembre 1943, la 101e division aéroportée américaine reprend une partie de la maison et elle devient le siège du personnel régimentaire, de la compagnie du quartier général du régiment et de la compagnie du quartier général du 1er bataillon du 506e régiment d'infanterie parachutiste. La maison sert des bureaux et des dortoirs aux officiers du 506e. Le colonel utilise la bibliothèque comme bureau et une plaque commémorative est aujourd'hui visible dans cette pièce.
Depuis les aérodromes de cette zone, dont Ramsbury juste à l'ouest, la Division aéroportée décolle dans la nuit du 5 au 6 juin 1944 dans le cadre du débarquement de la Normandie. La Easy Company de ce régiment est devenue célèbre grâce au livre et à la mini-série télévisée Band of Brothers. Tous les autres grades vivent dans des huttes Nissen construites le long de l'allée principale entre la maison et le pavillon est.
Pendant la Seconde Guerre mondiale (et pendant le mandat d'Ernest Wills en tant que Lord-lieutenant du Wiltshire, 1930-1942), George VI rend visite à Littlecote en 1943. Le roi connait Ernest puisque son petit-neveu, le major John Lycett Wills, des lifeguards, a épousé la nièce du roi George, Jean Constance Elphinstone.

### Après la guerre
Après la guerre, la propriété revient à la famille Wills. Le fils cadet d'Ernest, le major George Seton Wills, hérite du domaine en 1958 et l'offre à son fils unique et héritier, David Seton Wills, en 1966. À la suite de l'accession de ce dernier à la baronnie en 1983, il vend la maison à l'entrepreneur Peter de Savary en 1985. La même année, la collection d'armes et d'armures de la guerre civile de la maison – commencée par le colonel Alexander Popham – est proposée aux enchères et achetée dans son intégralité par Royal Armouries.
En 1996, De Savary vende le domaine à Warner Holidays, qui l'exploite désormais comme un hôtel et un complexe hôtelier de campagne.

## Villa romaine de Littlecote

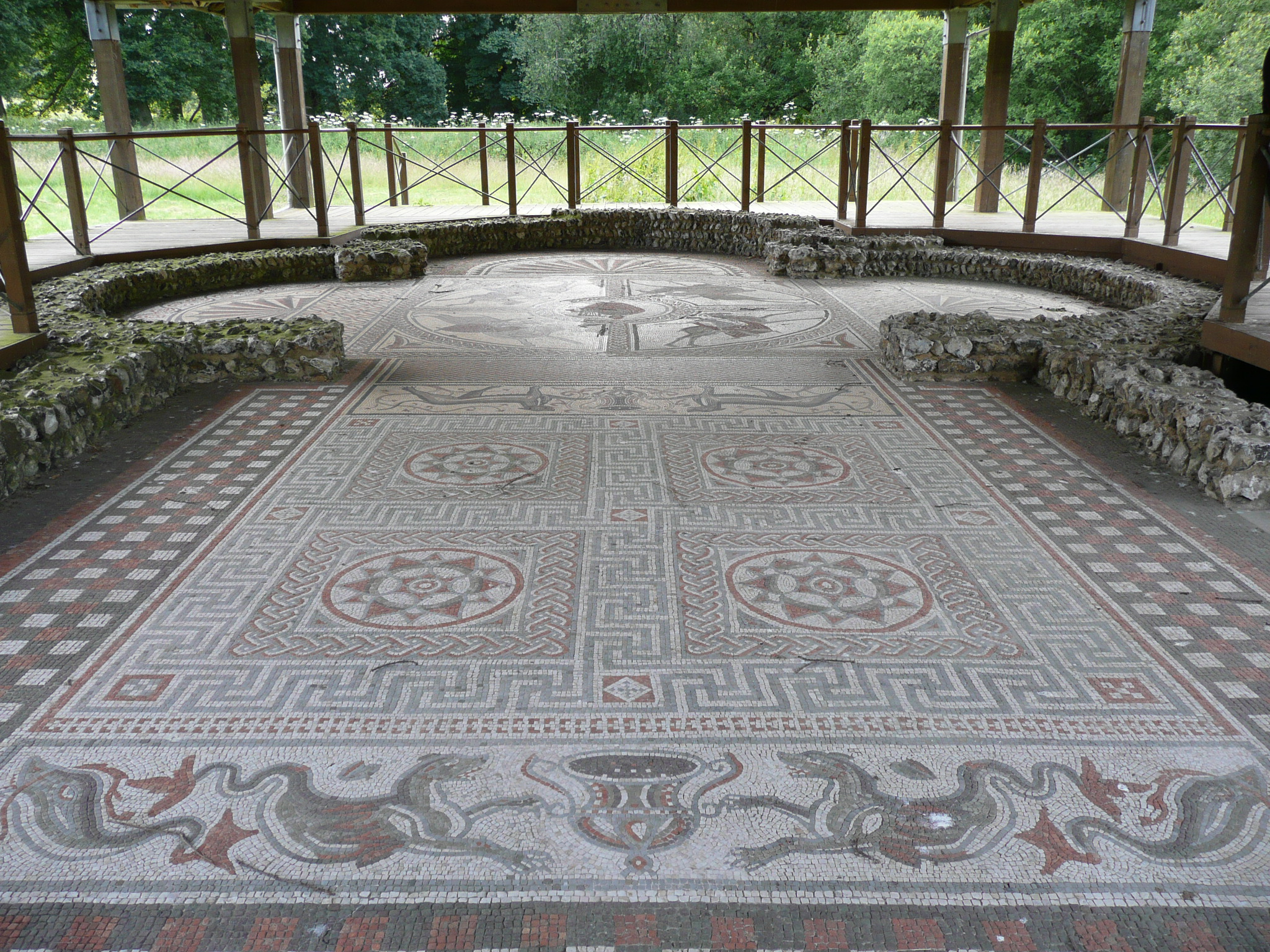
La mosaïque d'Orphée à la villa

Dans le parc se trouve la Villa romaine de Littlecote, une villa romaine à couloir ailé et un complexe religieux associé. Elle a été fouillée sous la direction de Bryn Walters et est exposé au public.